# 共同安全法

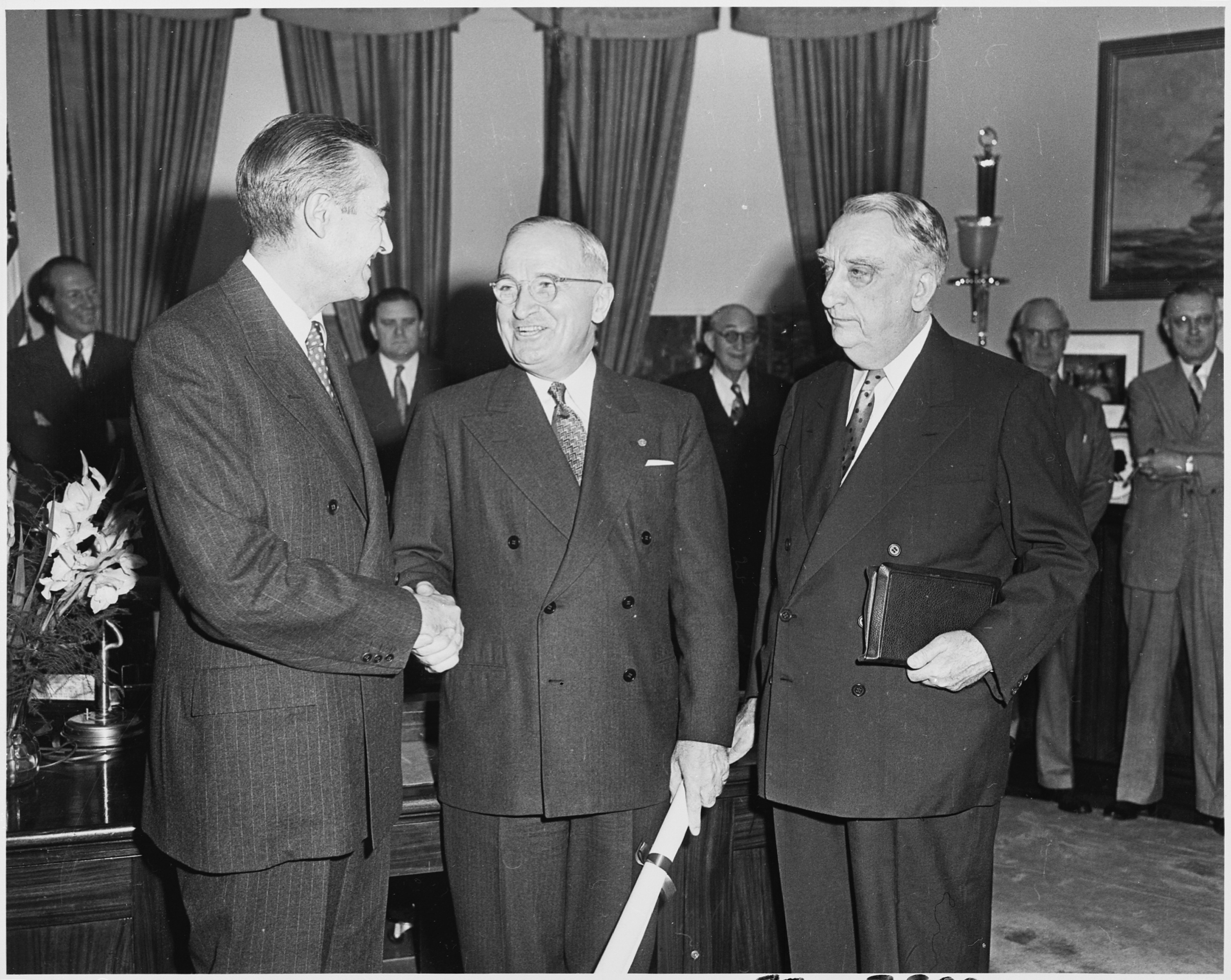
1951年10月31日共同安全署成立，杜鲁门总统与首任署长威廉·埃夫里尔·哈里曼在总统椭圆形办公室握手

《共同安全法》是1951年10月10日美国国会通过的对外援助法案。美国国会以前通过的《经济合作法》(1948年4月，为期4年)、 《共同防御援助法》 (1949年10月6日)和 《国际开发法》 (1950年6月5日)均包括在这个共同安全计划之内。以通过向友好国家提供军事援助、经济和技术援助促进美国外交政策的实现，达到“确保美国安全和促进它的对外政策”的目的。该法案标志着战后美国以对西欧援助为主扩大对全世界反共前线国家或地区，从经济援助为主（马歇尔计划）转变为军事援助为主。该法于1961年初由美国国会通过新的《1961年对外援助法案》取代。
根据《共同安全法》，美国的各种对外“援助”都统一到“共同安全计划”（Mutual Security Program)之内。规定了1951-1954年的援外拨款数额，并大大增加了军事援助所占的比重，撤销管理马歇尔计划的经济合作署，设立直属于总统的“共同安全署”，威廉·埃夫里尔·哈里曼为首任署长，统一掌握对外援助。在援助北约成员国的拨款中指定每年一亿美元的专款，用于对苏联和东欧国家的颠覆破坏活动经费。1951年10月31日，国会拨款74.83亿美元（当年美国GDP为3400亿美元），供主管部门第一年使用，即从1952年1月1日开始使用，其中军事援助占款60亿美元，经济援助占款14.4亿美元。美国对外援助中，欧洲60.5亿美元（其中军援52.2亿美元），南韩重建4500万美元。1952年3月，杜鲁门总统要求追加拨款79亿美元，其中90%用于军费开支。
根据《共同安全法》，每个财政年度国会都将审议、批准对外援助金额与计划。

## 美援
1950年6月韓戰爆發後，美國改變對台灣蔣介石政權的態度。美國將臺灣島納入美國亞太防線一環，透過1951的《共同安全法》，經濟援助蔣介石政權。

## 美国与各盟国簽訂的其他条约
- 美韩共同防御条约 ：1953年美国同韩国缔结
- 美菲共同防禦條約 ：1951年8月30日美国与菲律宾在华盛顿签订的联防条约，于1952年8月27日正式生效，有效期无限。
- 美日安全保障条約（英语：Security Treaty Between the United States and Japan） ：1951年9月8日签署。1960年1月19日更新为美日安保條約。
- 中美共同防禦條約：1954年12月3日签订的国际条约。该条约以军事为基础，包含政治、经济、社会等合作条约。1979年1月1日，美国与中华人民共和国建交时发布声明时，依第十条规定，美国国务院正式通知中华民国，《中美共同防御条约》将于台湾时间1980年1月1日终止
- 美澳新安全条约
- 东南亚集体防务条约
- 美洲互惠互助条约（英语：Inter-American Treaty of Reciprocal Assistance）